# Jiří Kynos
L'ingénieur Jiří Kynos (né le 24 mars 1943 à Třebechovice pod Orebem) est un athlète tchécoslovaque (tchèque), spécialiste du 200 m.
Il détient le record de la République tchèque, en 38 s 82 (équipe composée de Jaroslav Matoušek, Juraj Demeč, Jiří Kynos, Luděk Bohman) et a été champion d'Europe de la spécialité en 1971 en 39 s 3.
Il a fait partie du club du Dukla de Prague de 1963 à 1974.
Médaille de bronze lors des Championnats d'Europe de 1969, son meilleur temps sur 200 m est de 20 s 88.